# Mezinárodní úmluva o ochraně všech osob před nuceným zmizením
Mezinárodní úmluva o ochraně všech osob před nuceným zmizením (ICPPED) je mezinárodní smlouva OSN a instrument mezinárodního vymáhání lidských práv, jehož cílem je boj proti nucenému zmizení, který ukotvuje v mezinárodním právu jako součást zločinů proti lidskosti. Text úmluvy byl přijat Valným shromážděním Organizace spojených národů dne 20. prosince 2006 a předložen k podpisu jednotlivým zemím 6. února 2007 v Paříži. Platnosti nabyla 23. prosince 2010. Do roku 2023 úmluvu podepsalo 98 států a 71 ji plně ratifikovalo.

## Vznik úmluvy
V roce 1992 přijalo Valné shromázdění rezoluci s 21 obecnými články o nuceném zmizení. V roce 2001 byla Komisí pro lidská práva OSN vytvořena pracovní skupina pro vytvoření návrhu pro normativní ukotvení ochrany osob před všemi formami nuceného zmizení. V roce 2006 byla práce na návrhu dokončena a 26. června 2006 byla schválena Radou pro lidská práva. 20. prosince pak byla přijata Valným shromážděním.

## Úmluva
Text úmluvy je založen na Úmluvě proti mučení a jinému krutému, nelidskému či ponižujícímu zacházení nebo trestání z roku 1984.
Článek 2 úmluvy právně definuje nucené zmizení jako: „zatčení, zadržení, únos nebo jakýkoli jiný způsob zbavení svobody provedený zmocněnci státu nebo osobami či skupinami osob jednajícími z pověření, s podporou či tichým souhlasem státu, po němž následuje odmítání přiznat, že došlo ke zbavení svobody, nebo utajování osudu či místa pobytu zmizelé osoby, čímž se taková osoba ocitá mimo ochranu zákona.“
V článku 6 úmluvy je definována povinnost každého účastnického státu přijmout opatření potřebná k vyvození trestní odpovědnosti alespoň vůči jakékoli osobě, která spáchá či nařídí nucené zmizení nebo navádí či podněcuje ke spáchání nuceného zmizení, dopustí se pokusu nuceného zmizení nebo je spolupachatelem či účastníkem nuceného zmizení.

## Výhrady proti znění úmluvy
Úmluvu odmítly podepsat země jako Spojené státy, Spojené království, Rusko, Čína, Austrálie či Nový Zéland. Spojené státy vyjádřili obavu nad články o zadržených, které by se mohly právně vztahovat na vězně amerických tajných služeb na základně Guantanámo.

## Ukotvení v českém právním řádu
Jménem České republiky byla úmluva podepsána 19. července 2016 v New Yorku. Poté, co smlouvu schválil Parlament České republiky a podepsal prezident, byla ratifikační listina dne 8. února 2017 uložena jako schválená v depozitáři generálního tajemníka OSN. Smlouva vstoupila v platnost 10. března 2017, kdy byla zveřejněna ve sbírce zákonů pod vyhláškou č. 13/2017 Sb. m. s.